# ایوان آخلابیستین
ایوان ایوانوویچ آخلابیستین (روسی: Ива́н Ива́нович Охлобы́стин؛ زادهٔ ۲۲ اوت ۱۹۶۶) بازیگر، صداپیشه، کارگردان فیلم، فیلم‌نامه‌نویس، نمایشنامه‌نویس، روزنامه‌نگار و مجری تلویزیون اهل اتحاد جماهیر شوروی است. وی از سال ۱۹۸۳ میلادی تا کنون مشغول فعالیت بوده است. وی در گذشته کشیش کلیسای ارتدکس روسی بود، اما توسط کلیسای ارتدکس روسیه خلع لباس شد و به دلیل نقش‌هایی که در فیلم‌هایی بازی کرده بود که «ناشایسته شأن کشیشی» تلقی می‌شدند، از انجام مراسم کشیشی منع شد. او مدیر خلاق شرکت بائون است.
از فیلم‌ها یا برنامه‌های تلویزیونی که وی در آن نقش داشته‌است، می‌توان به داون هاوس اشاره کرد.